# C14H10O8
化学式C14H10O8（摩尔质量：306.22 g/mol）可能指：
- 卵孢霉素，CAS号：475-54-7
- 2-原儿茶酰间苯三酚羧酸，CAS号：30048-34-1
- 短叶苏木酚酸甲酯，CAS号：154702-76-8

|  | 这个同类索引页列出了具有相同分子式的化学物（即同分異構體）条目。 除非您是有意链接至本页，否则应将相应条目的内部链接指向正确的条目。 |